# Eublemmistis chlorozonea
Eublemmistis chlorozonea är en fjärilsart som beskrevs av George Francis Hampson 1902. Eublemmistis chlorozonea ingår i släktet Eublemmistis och familjen nattflyn. Inga underarter finns listade i Catalogue of Life.